# Sąborze
Sąborze (deutsch Ludwigslust) ist ein Dorf in der polnischen Woiwodschaft Pommern. Es gehört zur Landgemeinde Damnica (Hebrondamnitz) im Powiat Słupski (Kreis Stolp).

## Geographische Lage und Verkehrsanbindung
Sąborze liegt in Hinterpommern, etwa zwölf Kilometer östlich der Kreisstadt Słupsk (Stolp) in einer von weiten Ackerflächen bestimmten Umgebung. Am Nordrand des Dorfes verläuft die polnische Landesstraße 6 (ehemalige deutsche Reichsstraße 2, heute auch Europastraße 28), und bis zur nächsten Bahnstation Damnica (Hebrondamnitz) an der Bahnstrecke von Stargard Szczeciński nach Danzig sind es acht Kilometer.

## Ortsname
Die deutsche Namensgebung knüpft an den Vornamen eines unbekannten Ludwig, die polnische Namensform nimmt wohl Bezug auf den herzöglichen Namen Sambor bzw. Sąbor.

## Geschichte
Ludwigslust ist um die Wende des 19. zum 20. Jahrhundert aus der Gemeinde Mahnwitz (heute polnisch: Mianowice) hervorgegangen, der es früher als Vorwerk und dann als Ortsteil angehörte. Das damals 299 Hektar große Gut wurde aufgesiedelt.
Im Jahre 1895 zählte Ludwigslust 16 Einwohner. Im Jahr 1925 standen in Ludwigslust 27 Wohngebäude. Im Jahre 1939 wurden 172 Einwohner registriert, die auf 42 Haushaltungen verteilt waren.
Bis 1945 war Ludwigslust eine Gemeinde im Landkreis Stolp im Regierungsbezirk Köslin in der preußischen Provinz Pommern. Die Gemeindefläche war 352 Hektar groß, und Ludwigslust war der einzige Wohnort der Gemeinde. 1939 gab es hier 23 bäuerliche Betriebe. Die Gemeinde war dem Amts- und Standesamtsbezirk Mahnwitz, dem Gendarmeriebezirk Hebrondamnitz (Damnica) und dem Amtsgerichtsbereich Stolp eingegliedert. Letzter Bürgermeister war Max Papenfuß.
Als vor dem Ende des Zweiten Weltkriegs am 8. März 1945 die Rote Armee mit Panzern in das Dorf kam, versuchten nur wenige Einwohner zu fliehen. Auf militärischen Widerstand trafen die sowjetischen Truppen nicht. Zu diesem Zeitpunkt befanden sich zahlreiche Flüchtlinge im Dorf, darunter viele aus Ostpreußen, vor allem aus dem Landkreis Heiligenbeil und aus dem Kreis Preußisch Holland. Nachdem die Sowjets am 20. März in Mahnwitz eine Kolchose eingerichtet hatten, musste die Ludwigsluster Bevölkerung dort arbeiten. Ende April kamen die ersten Polen ins Dorf, und am 13. Mai 1945 übernahm polnische Miliz die Herrschaft. Bis Juni hatten die Polen sämtliche Höfe übernommen. Als eine Typhus-Epidemie ausbrach, gab es im Dorf zahlreiche Opfer. Im Herbst 1946 vertrieben die Polen die  ersten Dorfbewohner, und 1947 wurde die restliche Dorfbevölkerung deportiert, bis auf einen Dorfbewohner, der bei den Sowjets in der Mühle arbeitete. Als die Sowjets die Mühle im Frühjahr 1948 aufgaben, wurde auch dieser letzte Einheimische vertrieben. Später wurden in der Bundesrepublik Deutschland 53 und in der DDR 35 aus Ludwigslust vertriebene Dorfbewohner ermittelt. Ludwigslust wurde von den Polen in Sąborze umbenannt.
Das Dorf ist heute ein Teil der Gmina Damnica im Powiat Słupski in der Woiwodschaft Pommern (1975–1998 Woiwodschaft Słupsk). Der Ort ist Sitz eines Schulzenamtes, dem auch das Dorf Paprzyce (Papritzfelde) angegliedert ist. In Sąborze wohnen heute nicht ganz 200 Menschen.

## Kirche
Vor 1945 waren alle Dorfbewohner evangelischer Konfession. Ludwigslust gehörte zum Kirchspiel Sageritz (heute polnisch: Zagórzyca) im Kirchenkreis Stolp-Altstadt im Ostsprengel der Kirchenprovinz Pommern in der Kirche der Altpreußischen Union.
Seit 1945 ist die Bevölkerung von Sąborze nahezu vollzählig katholischer Konfession. Zagórzyca (Sageritz) ist wieder Pfarrsitz, die Pfarrei ist jedoch nun dem Dekanat Główczyce (Glowitz) im Bistum Pelplin der Katholischen Kirche in Polen unterstellt. Hier lebende evangelische Kirchenglieder gehören nun zur Kreuzkirchengemeinde in Słupsk (Stolp) in der Diözese Pommern-Großpolen der Evangelisch-Augsburgischen Kirche in Polen.

## Schule
In der im Jahre 1932 einstufigen Volksschule in Ludwigslust unterrichtete ein Lehrer 59 Schulkinder.